# Comuna Mistkî, Svatove
Mistkî (în ucraineană Містки) este o comună în raionul Svatove, regiunea Luhansk, Ucraina, formată din satele Barîkîne, Cepîhivka, Ivanivka și Mistkî (reședința).

## Demografie
Componența lingvistică a comunei Mistkî
     Ucraineană (91,85%)
     Rusă (7,4%)
     Alte limbi (0,45%)
Conform recensământului din 2001, majoritatea populației comunei Mistkî era vorbitoare de ucraineană (91,85%), existând în minoritate și vorbitori de rusă (7,4%).